# Loxosomatidae
Loxosomatidae је породица која припада типу Entoprocta, односно групи ситних бескичмењака који углавном живе у мору. Сви представници ове фамилије живе у мору, солитарно или епизоично на книдаријама, бриозоама, полихетама и другим животињама. Имају каликс (пехар) и педункулус (дршку) који нису јасно разграничени, већ је прелаз између њих постепен. Такође, примарна телесна дупља није одвојена септом на њиховој граници.